# Битка код Киликијских врата
Битка код Киликијских врата вођена је 39. године п. н. е. између војске Римске републике под Публијем Вентидијем Басом са једне и партијске армије на челу са одметнутим римским генералом Квинтом Лабијеном са друге стране. Завршена је Публијевом победом.

## Увод
Други римско-партски рат избио је 40. п. н. е. када је партски краљ Ород ΙΙ напао римске територије на истоку рачунајући на исцрпљеност државе вишедеценијским грађанским ратовима. У почетку је имао великих успеха освајајући Сирију, Палестину и велике делове Мале Азије. Лабијен прелази на партску страну и помаже им у заузимању Мале Азије. Тријумвир Марко Антоније шаље на Парте војску под командом Публија Вентидија Баса. Његова војска искрцала се у Киликији.

## Битка
Публије је главнину пешадије поставио на врх брда, а малобројну коњицу на крилима армије. Користећи се брдовитим пределом анулирао је партску предност у коњици. Парти су користили свој традиционални растресени борбени поредак са коњаницима-стрелцима на челу и атафрактима позади. Уверени у победу, Парти су напали не чекајући Лабијенову пешадију. Њихов напад стрелама није имао већих успеха јер су се Римљани штитили држећи чврсто штитове изнад глава. Басов јуриш и борба прса у прса уништила је партску војску. Слабије покретни Лабијен остављен је својој судбини. Сам Лабијен је покушао побећи, али је ухваћен и недуго потом и погубљен. Битком код Киликијских врата Риљани су повратили власт над Малом Азијом. У следећој, бици код Аманског превоја, повратиће власт над Сиријом.